# Cirolana diminuta
Cirolana diminuta är en kräftdjursart som beskrevs av Menzies 1962. Cirolana diminuta ingår i släktet Cirolana och familjen Cirolanidae. Inga underarter finns listade i Catalogue of Life.